# یوسیپ ویشنیچ
یوسیپ ویشنیچ (انگلیسی: Josip Višnjić؛ زادهٔ ۱۷ نوامبر ۱۹۶۶) بازیکن سابق فوتبال اهل صربستان است که در پست هافبک دفاعی بازی می‌کرد و بعد از آن مربی فوتبال شد. 